# I. Ottó görög király
Wittelsbach Ottó (görögül: Ὄθων Α', Βασιλεὺς τῆς Ἑλλάδος, Salzburg, 1815. június 1. – Bamberg, 1867. július 26.) 1833-tól 1862-ig Görögország királya a Wittelsbach-házból

## Élete

### Származása, ifjúkora
I. Lajos bajor király (1786–1868) és Szász-hildburghauseni Terézia Sarolta hercegnő (1792–1854) második fiaként született Salzburgban. Szüleinek a következő gyermekei születtek:
- Miksa királyi herceg (1811–1864), a későbbi II. Miksa bajor király, aki 1842-ben Mária Friderika porosz királyi hercegnőt (1825–1889) vette feleségül.
- Matild Karolina királyi hercegnő (1813–1862), aki 1833-ban III. Lajos hessen-darmstadt-rajnai nagyherceghez (1806–1877) ment feleségül.
- Ottó királyi herceg (1815–1867), 1832-től görög király.
- Teodolinda Sarolta Lujza királyi hercegnő (1816–1817), kisgyermekkorban meghalt.
- Luitpold bajor királyi herceg (1821–1912), Bajorország régense, aki 1844-ben Habsburg–Toscanai Auguszta Ferdinanda főhercegnőt (1825–1864) vette feleségül.
- Adelgunda Auguszta királyi hercegnő (1823–1914), aki 1842-ben V. Ferenc modenai herceghez (Habsburg–Estei Ferenc osztrák főherceghez, 1819–1875) ment feleségül.
- Hildegárd Lujza bajor királyi hercegnő (1825–1864), aki 1844-ben Albert Frigyes osztrák főherceg (1817–1895) felesége lett.
- Alexandra Amália királyi hercegnő (1826–1875), a müncheni és würzburgi királyi Szent Anna apácakolostorok főnökasszonya és apátnője, írónő.
- Adalbert Vilmos királyi herceg (1828–1875), aki 1856-ban Amália Filippa del Pilar spanyol infánsnőt (1834–1905) vette feleségül

### Uralkodása

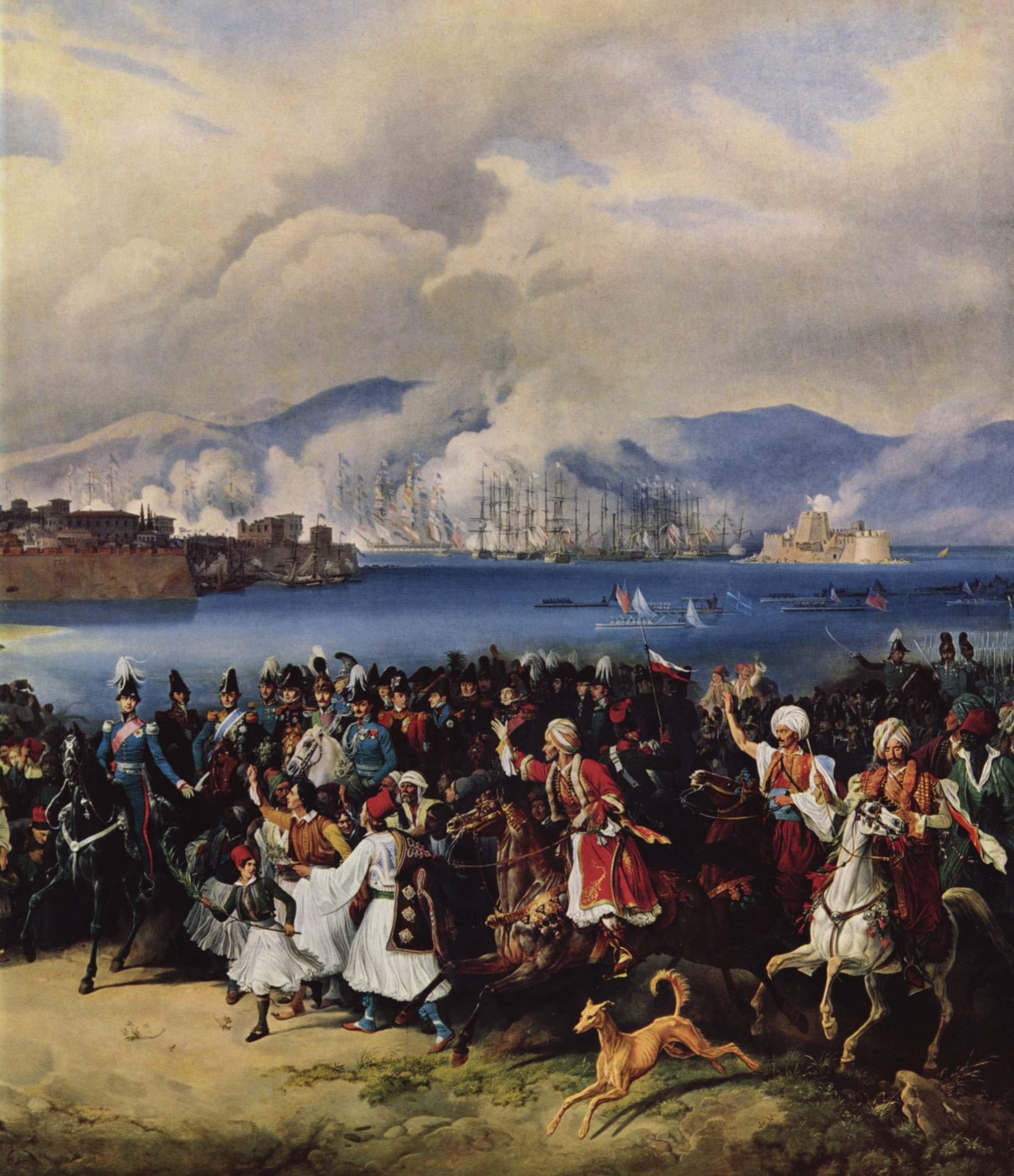
Ottó bevonulása Naupliónba (Peter von Hess festménye)

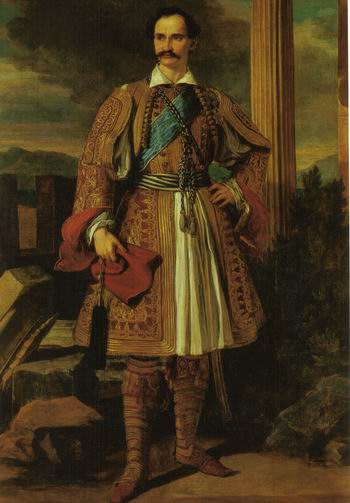
Ottó király görög nemzeti viseletben

1830. február 3-án a nagyhatalmak (Nagy-Britannia, Franciaország és Oroszország a londoni egyezményben kimondták Görögország elszakadását az Oszmán Birodalomtól. A görög szabadságharc (1821–1832) vége, és az első miniszter, Joánisz Kapodísztriasz meggyilkolása nyomán azonban teljes káosz bontakozott ki Görögországban.
1832 májusában, a nagyhatalmak londoni konferenciája úgy döntött, hogy egy Wittelsbach-házból való uralkodót hív meg Görögország trónjára. Először Károly Tivadar bajor királyi herceget, az elhunyt I. Miksa bajor király legkisebb fiát ajánlották uralkodónak, ő azonban elhárította a megtiszteltetést. Helyette unokaöccsét, Ottó herceget jelölték. A görög nemzetgyűlés 1832 augusztusában elfogadta a nagyhatalmak döntését, és meghívta az akkor 16 éves Ottó herceget a trónra. Az ifjú királyjelölt elfogadta a felkérést, és nagyszámú bajor tanácsadó és egy 3500 fős katonai kontingens kíséretében Görögországba utazott (a kontingens parancsnoka Ottó anyai nagybátyja, Eduard szász-hildburghauseni herceg, Terézia királyné öccse volt, aki később Nafplion (Nauplión) kormányzója lett). 1833. február 6-án Ottó „Isten kegyelméből való uralkodóként” foglalta el a görög trónt. Fiatal kora miatt kezdetben három régens kormányzott helyette, 1835-től egyeduralkodója lett Görögországnak. Eleinte Nafplionból, majd 1834-től Athénból intézte az ország ügyeit.
1836. november 22-én kötött házasságot Amália oldenburgi hercegnővel (1818–1875), de frigyük mindvégig gyermektelen maradt.
Ottó új törvénykönyvet léptetett életbe és reguláris hadsereget szervezett. Ám az abszolutista uralom és a szigorú adórendszer elégedetlenséghez vezetett, emiatt 1837-ben Josef Ludwig von Armanspergnek le kellett mondania kancellári posztjáról. 1841-ben Görögország sikertelenül próbálta annektálni Krétát, a lépéssel viszont sikerült kivívnia Nagy-Britannia ellenszenvét. 1843-ban pedig felkelés tört ki a szigeten, és Ottó rákényszerült az alkotmányos monarchia bevezetésére. Ottó római katolikusként uralkodott az ortodox vallású országban, és az alkotmányban már azt is garantálnia kellett, hogy utódja a trónon már ortodox vallású személy lesz.
A király arról ábrándozott, hogy Konstantinápoly központtal újra létrehozza a Bizánci Birodalmat, de amikor a krími háború (1853–56) során megtámadta az Oszmán Birodalmat, a franciák és az angolok elfoglalták Pireuszt, így Görögország nem tudta megnövelni területét. 1859-ben a szárd–francia–osztrák háborúban Ottó Ausztriát támogatta, ezzel tovább rombolta tekintélyét a brit és francia kormányok előtt.
Ottó király 30 éves uralkodása 1862. október 23-ig tartott, amikor is egy vértelen felkelés megfosztotta a trónjától. Feleségével együtt elhagyta Görögországot, életének utolsó öt évét bambergi rezidenciáján töltötte. 1867-ben hunyt el, a müncheni Szent Kajetán templomban (Theatinerkirche), a Wittelsbachok kriptájában helyezték örök nyugalomra.